# La Brousse
La Brousse település Franciaországban, Charente-Maritime megyében. Lakosainak száma 516 fő (2022. január 1.). La Brousse Aumagne, Bagnizeau, Blanzac-lès-Matha, Gibourne, Saint-Martin-de-Juillers, Saint-Pierre-de-Juillers és Varaize községekkel határos.

## Népesség
A település népességének változása:
| Lakosok száma | 576  | 530  | 520  | 498  | 517  | 511  | 509  | 511  | 513  | 516  |
|               | 1968 | 1982 | 1990 | 2006 | 2013 | 2015 | 2017 | 2019 | 2020 | 2022 |